# ゴリン川
ゴリン川（ゴリンがわ、Gorin、ロシア語: Горин）は、ロシア極東部のハバロフスク地方を流れる川で、アムール川左岸の大きな支流の一つ。長さは390kmにおよぶ。清代までは「格楞河」と呼ばれた。